# Лихтенщайн
Вижте пояснителната страница за други значения на Лихтенщайн.
Княжество Лихтенщайн (на немски: Fürstentum Liechtenstein) е малка държава в Централна Европа.
Граничи с Швейцария на запад и с Австрия на изток. Столицата на княжеството е град Вадуц.
Името на страната идва от управляващата Династия на Лихтенщайните.

## История
Именията Шеленберг и Вадуц, придобити през 1699 г. от рода Лихтенщайн (в Австрия), са част от множеството графства, херцогства, княжества и държави, обединени в Свещената Римска германска империя. През 1719 г. владенията са обявени за наследствено имперско княжество Лихтенщайн от император Карл VI.
Член на Германската конфедерация от 1815 г. до разпадането ѝ през 1866 г., Лихтенщайн сключва митнически съюз с Австро-Унгария за периода 1876 – 1918 г.
Лихтенщайн приема нова конституция през 1921 г.
През ХХ в. се съюзява с Швейцария, която в значителна степен осъществява дипломатическото представителство на княжеството в чужбина – двете страни са свързани с валутни, пощенски, митнически, търговски и дипломатически договори.
Лихтенщайн се присъединява към Съвета на Европа през 1978 г.
Става член на ООН от 1990 г.
През 1991 г. се присъединява към Европейската асоциация за свободна търговия (ЕАСТ) и Европейското икономическо пространство (ЕИП) (днес Европейска икономическа зона).
През 1995 г. става член на Световната търговска организация.

## Държавно устройство
Конституцията на Лихтенщайн е приета през март 2003 г., заменяйки конституцията от 1921 г., установила Лихтенщайн като конституционна монархия, оглавявана от управляващия принц на Княжеския дом на Лихтенщайн. Създадена е парламентарна система, въпреки че управляващият княз запазва значителна политическа власт. Той е държавен глава и представлява Лихтенщайн в неговите международни отношения. Основен принцип в тях, поддържан от Лихтенщайн, е неговият неутралитет.
За своята поначало наследствена власт принцът получава законодателно потвърждение от парламента, наречен ландтаг. Може да свиква референдуми, да предлага ново законодателство и да разпуска парламента, въпреки че в някои случаи последното може да подлежи на референдум. Принцът може да наложи вето на приетите от парламента закони. В страната съществува и форма на пряка демокрация, при която избирателите могат да предлагат и приемат изменения на конституцията и законодателство независимо от законодателната власт.
Изпълнителната власт е възложена на колегиално правителство, състоящо се от глава на правителството (министър-председател) и четирима правителствени съветници (министри). Главата на правителството и другите министри се назначават от княза по предложение и съгласуване на парламента, отразявайки партийния баланс в парламента. Конституцията предвижда най-малко двама членове на правителството да бъдат избрани от всеки от двата региона на страната. Членовете на правителството носят колективна и индивидуална отговорност пред ландтага. Парламентът може да поиска от принца да отстрани отделен министър или цялото правителство.
Парламентът избира измежду членовете си „Landesausschuss“ (Национален комитет), съставен от президента на парламента и четирима допълнителни членове. Националният комитет е натоварен с изпълнението на функциите на парламентарен надзор. Парламентът може да поиска референдуми относно предложеното законодателство. Ландтагът споделя правомощието да предлага ново законодателство с принца и с броя на гражданите, необходими за инициативен референдум.

Съдебните правомощия са възложени на Окръжния съд във Вадуц, Върховния апелативен съд във Вадуц, Върховния княжески съд, Административния съд и Държавния съд. Държавният съд изпълнява ролята на конституционен съд, произнася се по съответствието на законите с конституцията и има петима членове, избрани от парламента.
Лихтенщайн няма армия от 1868 г., когато тя е закрита поради високата цена на издръжката. С обособяването си като самостоятелна и отделна държава Лихтенщайн запазва неутралитет във всички конфликти в Европа и по света. Със сключването на икономически, митнически, валутен и военен съюз с Швейцария страната си осигурява военна защита от нейна страна, въпреки че и тя запазва неутралитет във всички възникнали военни конфликти.

## Административно деление
Лихтенщайн е разделен на единадесет общини (Gemeinden), повечето от които се състоят от по само един град. Те са:
- Вадуц
- Шаан
- Балцерс
- Тризен
- Ешен
- Маурен
- Тризенберг
- Ругел
- Гамприн
- Шеленберг
- Планкен

## География
Лихтенщайн е разположен в долината на Горен Рейн, на Европейските Алпи, и граничи на изток с австрийския регион Форарлберг, на юг – с швейцарския кантон Граубюнден, а на запад – с кантона Санкт Гален. Това я прави единствената държава в света с изцяло алпийска територия. Цялата западна граница на Лихтенщайн е образувана от река Рейн. Измерена от юг на север страната е дълга около 24 km. Най-високата ѝ точка е връх Грауспиц с височина 2599 m. Въпреки алпийското местоположение на княжеството, преобладаващите южни ветрове правят климата сравнително мек. През зимата планинските склонове са добре пригодени за зимни спортове. Над Вадуц се намира връх Три сестри (Drei Schwestern), познат със своята красота. Малките селца и ферми, сгушени в ръкавите на Рейн и стоящи под достолепни планински върхове, са като визитна картичка на Лихтенщайн.
Лихтенщайн е шестата в света по площ страна (във възходящ ред). Нови проучвания, използващи по-точни измервания на границите на страната през 2006 г., определят площта ѝ на 160,5 km², с граници от 77,9 km. Лихтенщайн е четвъртата най-малка страна в Европа след Ватикана, Монако и Сан Марино.
Границите на Лихтенщайн са с 1,9 km по-дълги, отколкото се е смятало дотогава. Лихтенщайн е една от двете държави в света, чиито съседни страни също нямат излаз на море. Те са държави, изцяло заобиколени от други държави, които нямат излаз на море (другата е Узбекистан).
Въпреки малката си площ и еднообразния релеф, страната е дом на множество растения и животни. Представители на флората са обикновен хипурис, Myriophyllum, Primula farinosa, множество тревисти видове и представители на орхидеите. В гористите местности се срещат шестил, явор, липи, бряст и ясен. Фауната е представена от благороден елен, сърна, диви зайци, мармот, фазани, гъски, лисици.

## Климат
Климатът в долината на Рейн е умерен, а по високите части на Алпите е планински.
| температура | яну   | фев   | мар   | апр   | май   | юни   | юли   | авг   | сеп   | окт   | ное  | дек   |
| ----------- | ----- | ----- | ----- | ----- | ----- | ----- | ----- | ----- | ----- | ----- | ---- | ----- |
| минимална   | -2 °C | -1 °C | 2 °C  | 5 °C  | 9 °C  | 12 °C | 14 °C | 14 °C | 11 °C | 7 °C  | 2 °C | -1 °C |
| максимална  | 4 °C  | 6 °C  | 11 °C | 14 °C | 20 °C | 22 °C | 24 °C | 24 °C | 20 °C | 15 °C | 8 °C | 5 °C  |

## Стопанство
Лихтенщайн е промишлено-земеделска страна. Икономиката ѝ е тясно свързана с Швейцария.
Промишлени отрасли – приборостроене, производство на вакуумна техника, електронни системи, микропроцесори, текстилна, керамична и фармацевтична промишленост. Най-разпознаваемата международна компания и най-големият работодател е Hilti, производител на крепежни елементи за строителството и електрически инструменти от висок клас. В промишлеността е заето 45,2 % от трудоспособното население. Над 6 хил. души ежедневно пристигат на работа от Швейцария и Австрия.
В селското стопанство са заети 2 % от работещите. Основен отрасъл е животновъдството.
В Лихтенщайн са регистрирани над 40 хиляди чуждестранни компании.
В миналото значителна част от приходите в бюджета са идвали от издаването на пощенски марки. През 21 век продажбите са силно намалели и представляват незначителна част от приходите на херцогството.
Официална валута е швейцарският франк, CHF. В обръщение са банкноти с номинал 10, 20, 50, 100 и 1000 франка и монети от 5, 10, 20, 50 (на по-старите монети е ½ франк) цента и 1, 2 и 5 франка. Страната е в паричен и търговски съюз с Швейцария, поради което паричната, фискалната и банковата система на страната следват швейцарския модел.

## Население
Към 30 юни 2020 г. в страната живеят 38 896 души, 34% от които са чужденци. Една трета от населението му е родено извън границите на княжеството – основно немци, австрийци и швейцарци. 76% от населението принадлежи към Римокатолическата църква, други 7% са протестанти.

## Култура
Официалният език е немски, но се говори главно на алемански диалект на немския език.
Въпреки малката си площ, страната е дом на множество музеи: Национален музей на Лихтенщайн, Музей на марките, Национална съкровищница, Музей на изкуството и музей „Валсер“. Във Вадуц обикаля туристическо влакче.
В страната са изградени разнообразни културни и спортни съоръжения, като куклен театър, кино, обществени басейни и голф парк. През зимата са отворени и ледени пързалки, ски- и сноуборд писти. 
Въпреки че е най-малко посещаваната страна в Европа, тя промотира туризма чрез програмата Liechtenstein Adventure Pass.

## Други
- Комуникации в Лихтенщайн
- Транспорт в Лихтенщайн – развита е автобусна система, която свързва големите градове в страната. На много места е възможно наемането на велосипеди (LIEbikes)
- Външна политика на Лихтенщайн